# Породична терапија
Породична терапија се дефинише као терапијски приступ усмерен на побољшање међусобних односа брачног пара, нуклеарне и проширене породице, као и других међуљудских система. Циљ је отклањање психо-социјалних проблема који ометају функционисање породице и њених чланова. За разлику од других терапијских праваца, породична терапија је усмерена на међуљудске односе у контексту окружења и могућности одржавања породичне равнотеже. С обзиром на сложене приступе породичној терапији, можемо их поделити у четири групе: психоаналитички, интегративни, бихевиорални и системски.